# La Ward (Texas)
La Ward es una ciudad ubicada en el condado de Jackson en el estado estadounidense de Texas. En el Censo de 2010 tenía una población de 213 habitantes y una densidad poblacional de 101,28 personas por km².

## Geografía
La Ward se encuentra ubicada en las coordenadas 28°50′47″N 96°27′54″O / 28.84639, -96.46500. Según la Oficina del Censo de los Estados Unidos, La Ward tiene una superficie total de 2.1 km², de la cual 2.1 km² corresponden a tierra firme y (0%) 0 km² es agua.

## Demografía
Según el censo de 2010, había 213 personas residiendo en La Ward. La densidad de población era de 101,28 hab./km². De los 213 habitantes, La Ward estaba compuesto por el 86.38% blancos, el 0% eran afroamericanos, el 1.41% eran amerindios, el 0% eran asiáticos, el 0% eran isleños del Pacífico, el 11.27% eran de otras razas y el 0.94% pertenecían a dos o más razas. Del total de la población el 35.21% eran hispanos o latinos de cualquier raza.